# Køng Kirke (Assens Kommune)
 For alternative betydninger, se Køng Kirke. (Se også artikler, som begynder med Køng Kirke)
Køng Kirke ligger i den vestlige udkant af landsbyen Køng ca. 14 km Ø for Assens i Region Syddanmark.

## Eksterne kilder og henvisninger
- Wikimedia Commons har flere filer relateret til Køng Kirke (Assens Kommune)
- Køng Kirke hos KortTilKirken.dk